# Bretislaus III av Böhmen
Bretislaus III av Böhmen, född 11??, död 1197, var en monark av Böhmen. Han regerade från 1193 till 1197.